# Tomba Mauro Cristofani
La tomba Mauro Cristofani, chiamata anche tomba dei Loculi, è una tomba etrusca ubicata nella necropoli dei Monterozzi, a Tarquinia.

## Storia e descrizione
La tomba risale alla prima metà del IV secolo a.C.; venne scoperta nel 1961, già violata precedentemente, dall'etruscologo Mauro Cristofani, da cui prende il nome.
L'accesso alla tomba è consentito tramite un dromos: si presenta a camera unica ipogea di forma rettangolare, con tetto a doppio spiovente e columen centrale dipinto a fasce rosse su fondo bianco; su tre lati, scavi nella roccia, sono presenti altrettanti loculi funerari. La decorazione pittorica è alquanto frammentaria: il tema principale è quello delle danze in onore del defunto in un ambiente boschivo. In particolare, la parete di fondo, ha la forma di un'edicola a doppio spiovente e columen, dipinto con fasce rosse, mentre il frontone è decorato con volute e palmette; sul resto della nicchia e della parete sono raffigurati danzatrici, danzatori, musici e un pirrichista con scudo a lancia. Sulla parete di destra è presente un foro, poi richiuso, realizzato da scavatori clandestini per accedere alla vicina tomba del Guerriero.